# Crocanthemum dumosum
Crocanthemum dumosum är en solvändeväxtart som beskrevs av Eugene Pintard Bicknell. Crocanthemum dumosum ingår i släktet Crocanthemum och familjen solvändeväxter. Inga underarter finns listade i Catalogue of Life.